# Саобраћајна незгода на Жабаљском мосту
Тешка саобраћајна незгода на Жабаљском мосту, која се десила у пролеће 2005. године, једна је од најтежих у историји Србије.

### Хронологија
15. априла 2005. године, око 19.15 часова, на путу Зрењанин—Нови Сад, аутобус зрењанинске фирме „Аутобанат“ који је кренуо из Вршца, пао је у реку Тису након што је покушао да избегне судар са камионом лозничких регистрација којим је управљао Бранислав Гачић. Он је изненада прешао на траку пута којом се кретао аутобус и том приликом аутобус је, након наглог скретања, пробио заштитну ограду и пао у реку. Пет особа је погинуло на лицу места, осам је повређено, а више од десеторо није пронађено. У Зрењанин су исте вечери стигли председник Србије, Борис Тадић, и министар унутрашњих послова, Драган Јочић.
24. априла, аутобус су припадници полиције, Жандармерије, војске, као и ронилачке јединице извукле из реке. Међутим, у њему није пронађено ниједно тело.

### Епилог
Бранислав Гачић је 19. септембра исте године у Окружном суду у Зрењанину осуђен на 10 година затвора због изазивања ове тешке саобраћајне несреће.
Након тога Апелациони Суд је укинуо пресуду и предмет вратио на поновно суђење. 
Оптужени Гачић није дочекао крај суђења и правоснажност пресуде јер је током трајања поступка преминуо.